# Coquinal
Coquinal (auch: El Coquinal) ist eine Ortschaft im Departamento Beni im Tiefland des südamerikanischen Andenstaates Bolivien.

## Lage im Nahraum
Coquinal ist der zweitgrößte Ort des Municipio Exaltación in der Provinz Yacuma. Coquinal liegt auf einer Höhe von 155 m am nordöstlichen Ufer der Laguna Rojo Aguado, mit 315 km² einem der größten Seen Boliviens.

## Geographie
Coquinal liegt im bolivianischen Tiefland, die Flüsse der Region gehören zum Einzugsgebiet des Amazonasbeckens. Die Region gehört zum Bereich der semihumiden Tropen, das Klima ist über weite Strecken des Jahres heiß und feucht.
Die Jahresdurchschnittstemperatur liegt bei 27,3 °C, die Monatswerte schwanken nur unwesentlich zwischen 25,5 °C im Juni/Juli und 28,3 °C im Oktober/November. Die Jahresniederschläge mit 1645 mm liegen etwa doppelt so hoch wie in Mitteleuropa. Einer kurzen Trockenzeit von Juni bis August mit Monatswerten von weniger als 35 mm steht eine Feuchtezeit gegenüber, die von Dezember bis März Niederschlagswerte von mehr als 200 mm ausweist.

## Verkehrsnetz
Coquinal liegt in einer Entfernung von 230 Kilometern Luftlinie nordwestlich von Trinidad, der Hauptstadt des Departamentos.
Die Ortschaft verfügt über ein 770 Meter langes Flugfeld. Auf dem Landweg ist sie nur schwer zu erreichen, es existiert jedoch eine unbefestigte Piste, die über 130 Kilometer durch Buschland die südlich von Coquinal gelegene Ortschaft Santa Ana del Yacuma erreicht. Von dort sind es weitere 150 Kilometer bis Trinidad, der Hauptstadt des Departamentos.

## Bevölkerung
Die Einwohnerzahl der Ortschaft ist in dem Jahrzehnt zwischen den beiden letzten Volkszählungen um mehr als die Hälfte angestiegen:
| Jahr | Einwohner         | Quelle       |
| ---- | ----------------- | ------------ |
| 1992 | keine Detaildaten | Volkszählung |
| 2001 | 583               | Volkszählung |
| 2012 | 935               | Volkszählung |
| 2024 |                   | Volkszählung |